# Betty Gillies

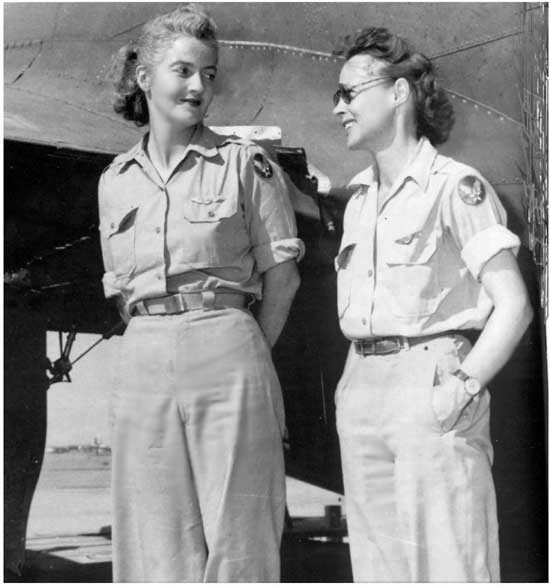
Betty Gillies, rechts (1943)

Betty Huyler Gillies (* 7. Januar 1908 in Syosset, New York; † 14. Oktober 1998 in San Diego, Kalifornien) war eine US-amerikanische Pilotin.
Während einer Ausbildung zur Krankenschwester wurde sie Pilotin und war Gründungsmitglied der Ninety Nines, einer Gruppe von weiblichen Piloten, die von Amelia Earhart angeführt wurde. Gillies war von 1939 bis 1941 Präsidentin der Ninety Nines.
Im Jahr 1942 war Gillies die erste Pilotin der Women’s Auxiliary Ferrying Squadron.
Gillies war Funkamateurin mit dem Rufzeichen W6QPI und Funkerin des militärischen MARS-Netzwerks mit dem Rufzeichen NNNØAYT. Nach dem Zweiten Weltkrieg betrieb sie von ihrem Heim in Kalifornien aus den Funkverkehr und Phone Patches zu US-Forschungsstationen in der Antarktis. Der Gillies Rock in der Antarktis ist 1968 nach ihr benannt worden.